# Isidor Sadger
Isidor Isaak Sadger, född 29 oktober 1867 i Neu Sandez, Galizien, död i december 1942 i koncentrationslägret Theresienstadt, var en i Wien bosatt judisk läkare och psykoanalytiker.
Han följde som student Sigmund Freuds föreläsningar 1895-1904 med stort intresse. Han studerade bland annat homosexualitet och fetischism. År 1930 publicerade han en bok om sina möten med Freud. Av åldersskäl kunde han inte fly från nazisterna och greps 10 september 1942, varefter han sändes till Theresienstadt, där han dödades i december samma år.